# Placide Lubamba Ndjibu
Placide Lubamba Ndjibu MAfr (* 26. Oktober 1959 in Lubumbashi) ist ein kongolesischer Ordensgeistlicher und römisch-katholischer Bischof von Kasongo.

## Leben
Placide Lubamba Ndjibu wurde am 26. Oktober 1959 in der Diözese Lubumbashi geboren. Er erhielt seine religiöse Ausbildung am Priesterseminar in La Ruizizi in der Erzdiözese Bukavu (1982–1985), trat dann in die Ordensgemeinschaft der Weißen Väter (Afrikamissionare) ein und absolvierte das Noviziat in Fribourg in der Schweiz (1985–1986). Das Pastoralpraktikum machte er in der Diözese Nouna-Dédougou in Burkina Faso (1986–1988). Im Anschluss studierte er Theologie am Institut Catholique in Toulouse in Frankreich (1988–1991). Am 27. Juli 1991 wurde er zum Priester geweiht.
Nach seiner Priesterweihe hatte er folgende Ämter inne: 1991–1994 Vikar in der Pfarrei Notre Dame des Champs in der Erzdiözese Bobo-Dioulasso (Burkina Faso); 1994–1996 Studium der Journalistik und der Kommunikationswissenschaft an der Universität Fribourg; 1996–1998 Redakteur der Zeitschrift der Weißen Väter Vivant Univers, in Belgien; 1998–2002 Vikar und Pfarrer der Pfarrei Sacre Cœur in der Diözese Manzeze (Tansania); 2002–2007 Redakteur des Nachrichtendienstes KARIBU in Bukavu und Kaplan des Gymnasiums Wima und der Kaserne in Saio in Bukavu; 2007–2010 Pfarrer der Pfarrei Sainte Bernadette in Lubumbashi. Seit dem 1. September 2010 war er Provinzial der Weißen Väter für Zentralafrika mit Sitz in Bukavu.
Am 11. März 2014 ernannte ihn Papst Franziskus zum Bischof von Kasongo. Die Bischofsweihe spendete ihm der Erzbischof von Bukavu, François-Xavier Maroy Rusengo, am 31. Mai desselben Jahres. Mitkonsekratoren waren der Bischof von Butembo-Beni, Melchisedec Sikuli Paluku, und der Bischof von Goma, sein Amtsvorgänger Théophile Kaboy Ruboneka.